# Sagen wird man über unsre Tage
Sagen wird man über unsre Tage ist ein Dokumentarfilm des DEFA-Studios für Kurzfilme von Winfried Junge aus dem Jahr 1974. Der Titel bezieht sich auf ein Gedicht von Kurt Barthel, das in der DDR zur Schullektüre zählte.

## Handlung
Die Gemeinde Markersbach liegt im Tal des Flusses Große Mittweida, der zu Beginn der Dreharbeiten bereits ein neues Bett erhalten hatte. Ein Muldenkipper fährt bergauf durch den Ort, dessen Wohnhäuser nicht mehr lange dort stehenbleiben können, da sich an dieser Stelle in Zukunft ein Stausee befinden wird, der für ein im Bau befindliches Pumpspeicherkraftwerk, das eines der größten seiner Art in Europa werden soll, benötigt wird. Das Rathaus des Ortes liegt hoch genug und kann stehenblieben. Hier steht in einem Zimmer ein Stuhl, der für den Film eine bedeutende Rolle spielen wird, denn auf diesem Stuhl nehmen all die Leute Platz, die sich um eine Arbeitsstelle im Zusammenhang mit dem Pumpspeicherwerk Markersbach bewerben wollen.
Unter den Bewerbern befinden sich zum Teil auch solche, die bisher in Berufen gearbeitet haben, die hier auf der Baustelle nicht benötigt werden, doch auch für diese Arbeiter und die Ungelernten versucht man eine Beschäftigung zu finden. Da der Beginn der Arbeiten bereits etwa sechs Jahre zurückliegt und ein Leben auf der Großbaustelle nicht immer einfach ist, sind auch immer neue Kräfte gefragt. Die Kadergespräche werden von zwei Mitarbeitern der wichtigsten beteiligten Betriebe geführt, des VEB Schachtbau Nordhausen und des Talsperrenbaus Weimar. Natürlich ist es beiden am liebsten, wenn sie Spezialisten für die zahlreich vorhandene Technik einstellen können. Die Gespräche verlaufen nicht immer einfach, oft wird der wahre Beweggrund nicht genannt. Man kann aber heraushören, dass eine gute Bezahlung, die es auf solchen Großbaustellen geben soll, und oft auch Abenteuerlust im Vordergrund steht. Die richtigen unter den Bewerbern herauszufinden, die hier täglich vorsprechen, ist für die Arbeitskräftewerber keine leichte Aufgabe. 
Zwischen den verschiedenen Bewerbungsgesprächen werden Aufnahmen vom Fortgang der Arbeiten gezeigt. So befindet sich ein großer Teil der Baustelle unter der Erde, was eine besondere Herausforderung bedeutet, denn hier werden neuartige Technologien erprobt. Das bedeutet, dass hier fast nur gut ausgebildetes Personal zum Einsatz kommen kann. Es ist ein Kampf gegen Finsternis, Staub, Lärm und Enge, was aber auch einen guten Verdienst bedeutet. Hier wird später einmal der technische Teil des Pumpspeicherwerks seinen Platz finden. Doch auch im Bereich des Talsperrenbaus sind die Arbeiten noch voll im Gange. Allein ein Kipper für den Transport des Abraums kann mit 25 Tonnen beladen werden und macht in einer Schicht 60 Fahrten. Ein Kollege, der bereits seit längerer Zeit auf dieser Baustelle arbeitet, ist der hier im Erzgebirge ansässige Hans Hofmann, der verheiratet ist und ein Kind hat. Er fährt ein großes dieselelektrisches Raupenfahrzeug mit 300 PS aus der Sowjetunion und gibt dem Filmteam den Tipp, dass sie im Winter kommen sollten, denn im Sommer wäre die Arbeit ein Kinderspiel. Er habe bis 1964 den Beruf eines Baumaschinisten gelernt und seitdem nur auf Baustellen gearbeitet, denn eine Tätigkeit in einem Betrieb könne er sich nicht vorstellen. Selbst während seines Wehrdienstes in der NVA wurde er auf einer Planierraupe eingesetzt. Als Vertrauensmann der Gewerkschaft in seiner Brigade setzt er sich aktiv für die Verbesserungen der Arbeits- und Lebensbedingungen auf der Baustelle ein. 
In einer nächsten Einstellung wird Hofmanns Chef, der Bauleiter Klaus Haupt, Diplomingenieur für Wasserbau, 35 Jahre alt, auch verheiratet und zwei Kinder, in seinem Büro gezeigt. Er ist seit zwei Jahren auf der Baustelle und leitet die Arbeiten am Oberbecken, wofür Stück für Stück die Spitze des Hundsmarter Berges weggesprengt wird, um Platz für das Oberbecken zu schaffen, welches einmal sechs Millionen Kubikmeter Wasser fassen soll. Er hat den Ruf, unerbittlich sowie autoritär zu sein und viel zu fordern, doch auch jemand zu sein, der sich selbst nichts schenkt und für den der Beruf auch etwas mit Idealen zu tun hat. Aber wer Lust zum Arbeiten hat und seine Arbeit auch gut macht, bekommt mit ihm keine Probleme, wer dagegen Fehlschichten macht, säuft und schludert, hat bei Klaus Haupt keine Chance. Im Folgenden werden Ausschnitte aus seinem Arbeitsalltag gezeigt.
Kurz vor dem Schluss sind noch Kollegen im Bild, die wir bereits am Anfang auf dem Bewerbungsstuhl gesehen haben und die sich heute auf der Baustelle eingelebt haben. Dieser Film endet mit einem Schwarzweißfilm der DEFA über den Bau der Talsperre Sosa, der ersten Großbaustelle der DDR, und Aufnahmen von ihrem Aussehen im Jahr 1974.

## Produktion
Sagen wird man über unsre Tage mit dem Untertitel Erkundungen auf einer großen Baustelle wurde unter den Arbeitstiteln Pumpspeicherwerk (PSW) Markersbach und Der Stuhl auf ORWO-Color mit einer längeren, historischen Schwarzweißfilm-Sequenz gedreht. 
Die Premiere fand am 24. November 1974 während der XVII. Internationalen Leipziger Dokumentar- und Kurzfilmwoche für Kino und Fernsehen statt. Ab 10. Februar 1975 lief er in den Kinos der DDR. Vom Fernsehen wurde der Film zum ersten Mal am 5. Oktober 1975 im 1. Programm des Fernsehens der DDR ausgestrahlt.

## Kritik
Rolf Richter vom Neuen Deutschland meinte, dass es lohnt, sich mit diesem Film zu beschäftigen, und schreibt weiter: 

„Zu bedauern ist nur, daß einige Porträts zu skizzenhaft bleiben, daß Probleme mehrfach nur angedeutet, vom Kommentar erörtert und weniger vor unseren Augen ausgeführt werden. Ein entschiedeneres Aufgreifen der Widersprüche hätte den Film wirkungsvoller gemacht. Vielleicht ist für ein so umfassendes Thema von vierzig Minuten noch zu gering.“